# Cueva Fuente del Trucho
La cueva Fuente del Trucho es una cueva de España con pinturas rupestres del Paleolítico superior localizada cerca del río Vero en la sierra de Guara en la provincia de Huesca.
Forma parte del conjunto del Arte rupestre del arco mediterráneo de la península ibérica declarado Patrimonio de la Humanidad por la UNESCO en el año 1998 (ref. 874.562).

## Ubicación
La cueva Fuente del Trucho se sitúa a 640 m de altitud, próxima a la fuente homónima cerca de la confluencia del barranco del Trucho o Arpán y el río Vero, entre los municipios de Colungo y Asque. Actualmente la cueva está cerrada al público pero hay una réplica parcial de la misma en el Centro de Arte Rupestre del río Vero en Colungo.

## Historia arqueológica
Las pinturas fueron descubiertas en 1978 por un equipo de la Universidad de Zaragoza y el Museo Arqueológico de Huesca y es hasta la fecha el único yacimiento conocido en Aragón con pinturas rupestres paleolíticas.

## Descripción
En la cueva de 20 m de abertura de la boca y 24 m de profundidad hay varios paneles con más de 100 pinturas rupestres en paredes y techo al igual que grabados rupestres en el suelo. 
Se puede distinguir dos partes bien definidas en la cueva, un panel denominado de los grabados que se encuentra en posición vertical y en el exterior y la zona de las pinturas que se encuentra ubicada en el interior en una semipenumbra y sin ordenación interna.
La decoración encontrada varía desde puntos, caballos, osos, cérvidos, cabras, manos negativas y signos trilobulados pintados en rojo y negro con una antigüedad entre 25000 y 30000 años. En la zona de la entrada hay unas digitaciones más recientes del arte rupestre esquemático.